# Ran Blake
Pour les articles homonymes, voir Blake.
Ran Blake (né le 20 avril 1935 à Springfield (Massachusetts)) est un pianiste et compositeur américain.

## Biographie
Il est membre de la faculté du New England Conservatory of Music. C'est une importante figure du mouvement Third Stream, qui combinait des éléments de musique classique et de jazz. Il est titulaire d'un baccalauréat obtenu au Bard College. Dans une carrière qui s'étend sur cinq décennies, Blake a créé un style unique dans la musique improvisée en tant que musicien et enseignant. Le son singulier de Blake est un mélange caractéristique de solos spontanés, de tonalités classiques, de blues, de traditions évangéliques, et aussi de thèmes du film noir classique.

## Discographie partielle
2021
- The Road Keeps Winding[1] avec Christine Correa
- Down Here Below[2] avec Christine Correa

2020
- When Soft Rains Fall[3] avec Christine Correa

2018
- Northern Noir[4] avec Andrew Rathbun

2017
- Town and Country[5] avec Dominique Eade(Sunnyside)
- Streaming[6] avec Christine Correa
- Gray Moon[4] avec Frank Carlberg
- The Dorothy Wallace Suite avec Kresten Osgood chez ILK Music[7]

2015
- Ghost Tones (A-Side Records[8])
- Chabrol Noir (Impulse!)
- Kitano Noir[9] avec Sara Serpa

2014
- Cocktails At Dusk : A Noir Tribute To Chris Connor (Impulse!)
- Lettuce Pray avec Davis "Knife" Fabris

2013
- Kaleidoscope avec Jon Hazilla (CIMP)

2012 
- Aurora[10] avec Sara Serpa (Clean Feed)

2011 
- Grey December : Live in Rome (live)
- Whirlpool avec Dominique Eade
- Vilnius Noir[11] (Ran Blake & David "Knife" Fabris) (No business Records|NBLP45)

2010
- Out Of The Shadows[12] avec Christine Correa
- Camera Obscura[13] avec Sara Serpa

2009
- Driftwoods (w:Tompkins Square Records)

2008
- Solo Eclipse MIT Wind Ensemble, Frederick Harris, Jr., Bill McHenry, Kenneth Amis, Guillermo Klein, Ran Blake (chez Albany Records)

2006
- All That Is Tied
- Cinéma Chatelet[14]

2005
Indian Winter (avec David Fabris)
2001
- Sonic Temples
- Horace Is Blue (avec David Fabris)

1999
- Duo En Noir avec Enrico Rava (chez Between The Lines)

1997
- Unmarked Van: A Tribute to Sarah Vaughan

1994
- Masters From Different Worlds (avec Clifford Jordan)
- Round About[15] avec Christine Correa

1992
- Epistrophy

1991
- That Certain Feeling avec Steve Lacy et Ricky Ford

1989
- You Stepped Out of A Cloud avec Jeanne Lee

1988
- Painted Rhythms: The Compleat Ran Blake Vol. 2
- A Memory of Vienna (avec Anthony Braxton)

1987
- Painted Rhythms: The Compleat Ran Blake Vol. 1

1986
- The Short Life of Barbara Monk (avec Ricky Ford)

1985
- Vertigo

1984
- Suffield Gothic (avec Houston Person)

1982
- Duke Dreams
- Portfolio of Dr. Mabuse
- Third Stream Recompositions

1981
- Improvisations (avec Jaki Byard)

1980
- Film Noir

1979
- Third Stream Today

1978
- Rapport
- Realization of a Dream
- Take Two
- Take One

1977
- Open City
- Crystal Trip
- Wende

1976
- Breakthru

1969
- Blue Potato & Other Outrages

1967
- Jeanne Lee With Ran Blake – The Newest Sound You Never Heard concerts avec Jeanne Lee (sortis en 2019 sur A-side records[8])

1966 
- Ran Blake Plays Solo Piano[16]

1962
- The Newest Sound Around avec Jeanne Lee (RCA Victor)